# Chromium B.S.U.
Chromium B.S.U. es un videojuego de tipo arcade, estilo Matamarcianos vertical espacial, disponible para Linux, Windows, iPhone, PSP, Mac y varias versiones de UNIX. Es software libre distribuido bajo Licencia Artística.
La versión original de Chromium B.S.U. fue creada el año 2000 por Mark B. Allan  y lanzada bajo Licencia Artística. Desde que fue lanzada se añadieron muchas contribuciones desde la comunidad open source. El videojuego se basa en que el jugador es un héroe espacial y dispara contra una cantidad enorme de enemigos, similar a muchos otros arcades del mismo estilo.